# Saint-Michel-de-Lapujade
Saint-Michel-de-Lapujade är en kommun i departementet Gironde i regionen Nouvelle-Aquitaine i sydvästra Frankrike. Kommunen ligger i kantonen La Réole som tillhör arrondissementet Langon. År 2022 hade Saint-Michel-de-Lapujade 212 invånare.

## Befolkningsutveckling
Antalet invånare i kommunen Saint-Michel-de-Lapujade
Referens:INSEE